# Gorno-Altajsk
Gorno-Altajsk (rusky Го́рно-Алта́йск) je hlavní město Altajské republiky v jihozápadní části Sibiře v Rusku. Žije zde přibližně 63 tisíc obyvatel.

## Historie
Do roku 1932 se město jmenovalo Ulala (od roku 1922 byla Ulala správním městem vzniklé autonomní oblasti). V letech 1932–1948 se město jmenovalo Ojrot-Tura. Teprve v roce 1948 bylo město přejmenováno na Gorno-Altajsk.

## Poloha
Gorno-Altajsk leží v jihozápadní části Sibiře blízko tzv. Čujského traktu, vedoucího z Novosibirsku na hranici s Mongolskem. Rozkládá se na severu Altajské republiky kousek od hranic s Altajským krajem. Od Moskvy je vzdálen 3 641 km.

## Obyvatelstvo
Žije zde 53 538 obyvatel (2002), z toho tvoří většinu Rusové (83 %) a Altajci (12 %).

## Průmysl
V Gorno-Altajsku je nejvíce zastoupen průmysl spotřební, potravinářský a průmysl stavebních hmot.

## Zajímavosti
- Regionální muzeum, mezi jehož exponáty patří hroby Pazyryků, vykopávky z paleolitických sídlišť, petroglyfy, vycpaná zvířata, informace o Čujském traktu a předměty a fotografie altajských vojáků z druhé světové války
- Vlek na svahu nad městem, který je přes léto mimo provoz
- Altajské Národní divadlo
- Leninova socha na náměstí naproti gorno-altajskému hotelu

## Galerie

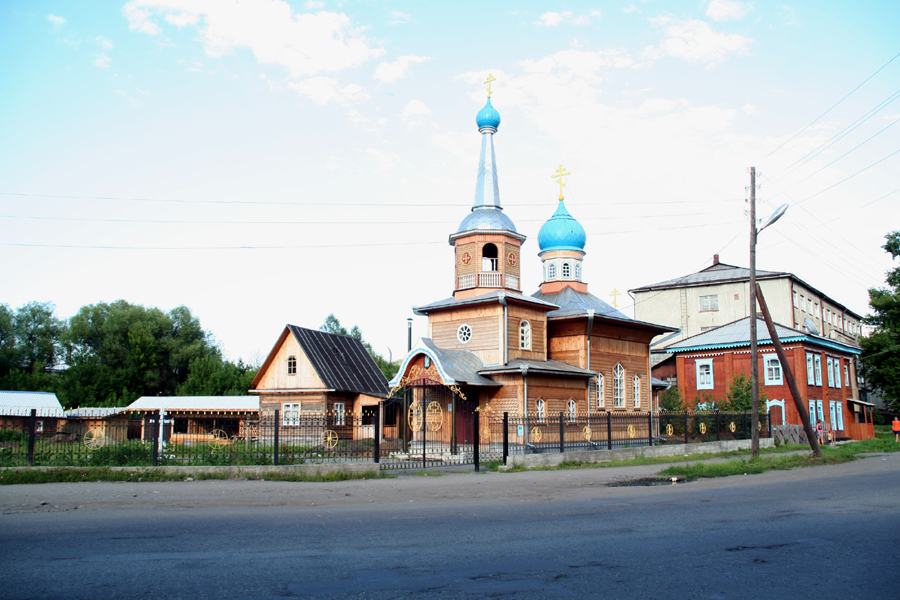
Pravoslavný kostel
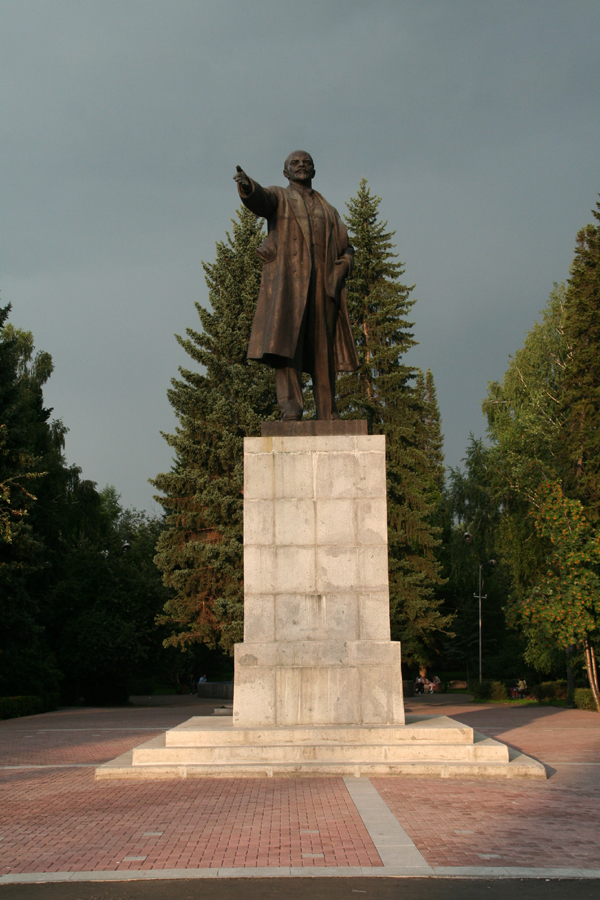
Pomník V. I. Lenina
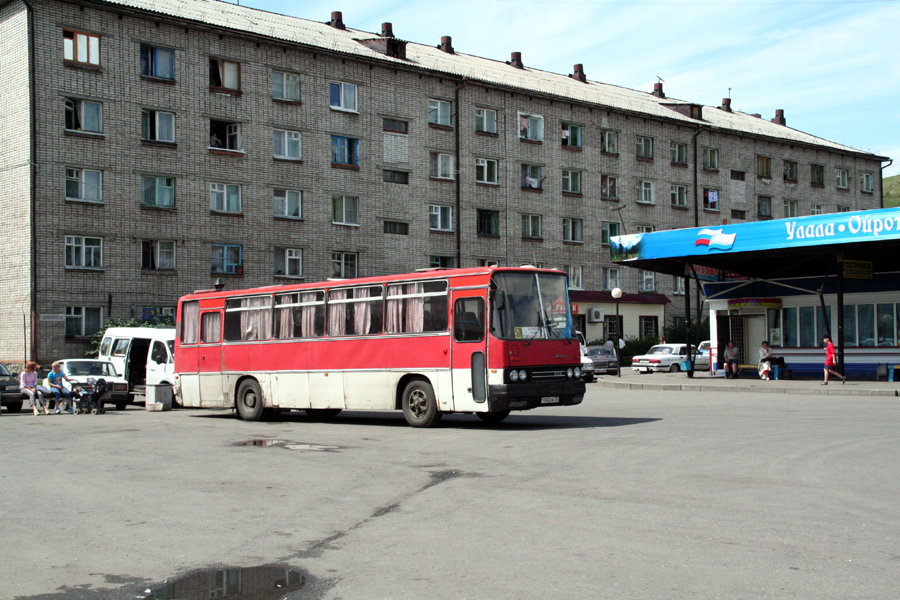
Autobusové nádraží
Centrální náměstí v Gorno-Altajsku při oslavách 250. výročí připojení k Rusku; v pozadí budova divadla